# Munteni
Munteni là một xã thuộc hạt Galați, România. Dân số thời điểm năm 2002 là 9869 người.